# Leendert Janzee
Pour les articles homonymes, voir Janzee.
Leendert Janzee (Gouda, 30 août 1940 - Rotterdam, 28 octobre 1972) est un sculpteur, dessinateur et designer néerlandais.

## Biographie
Janzee étudie à l'Académie des arts visuels et des sciences techniques de Rotterdam et à l'Accademia di Belle Arti di Brera de Milan.
L'artiste vit et travaille à Amsterdam à partir de 1967. Sa sculpture appartient à l'art abstrait. Janzee se suicide en 1972. Avec l'actrice Willeke van Ammelrooy, il a une fille, la réalisatrice-productrice Denise Janzee,. Il est marié à l'artiste de Rotterdam Marianne Reiniera Groen jusqu'à sa mort et de ce mariage, il a un fils qui porte le nom de son père.
Janzee est co-vedette du film de 1972 Louisa, un mot d'amour, dans lequel Van Ammelrooy jouait le rôle principal.

## Quelques œuvres

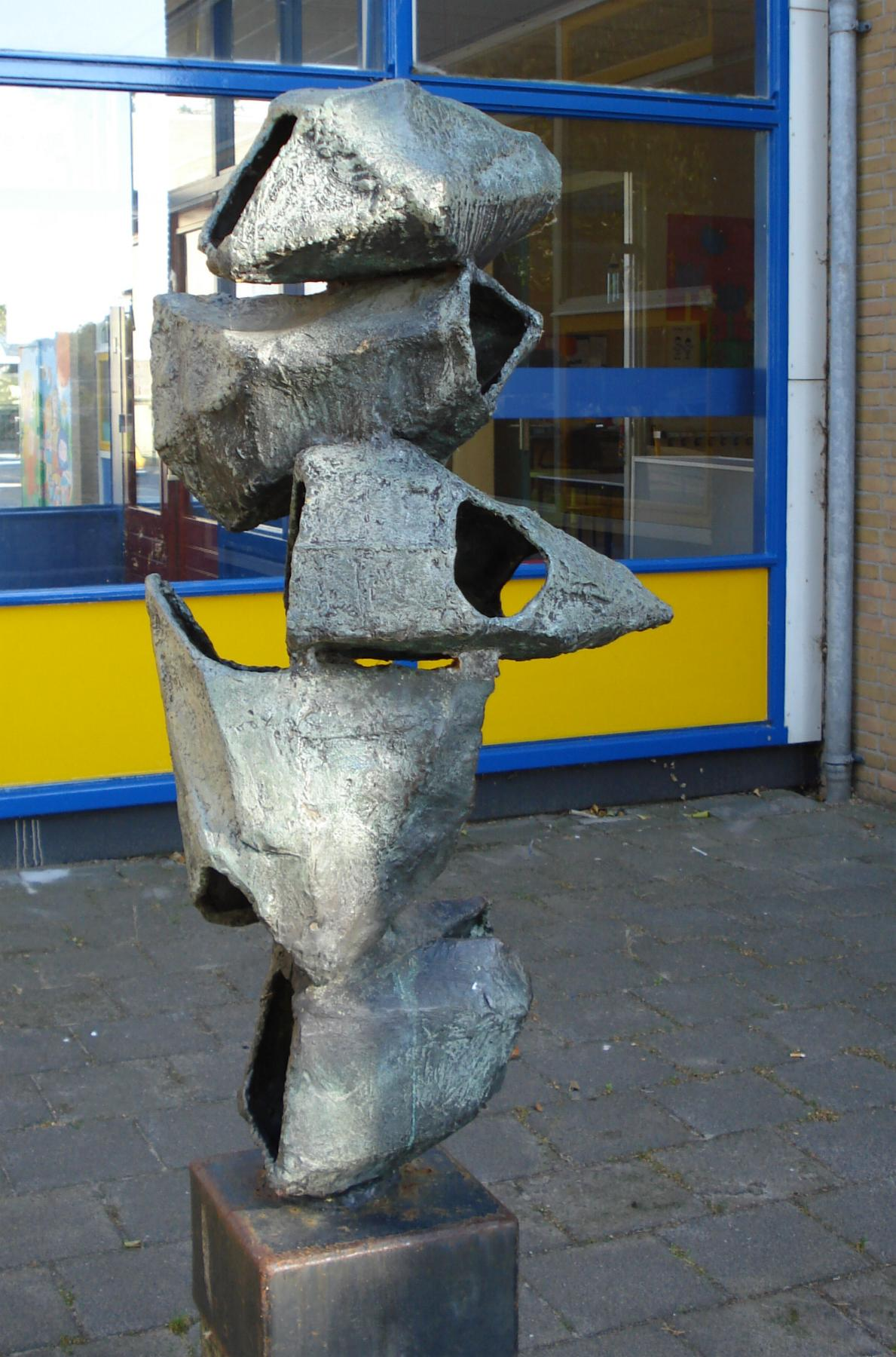
Ampoules spatiales (1965)

- sans titre - béton[6], Bertrand Russellplaats à Rotterdam-Ommoord
- Ampoules spatiales (1965), Lengweg à Rotterdam-Hoogvliet
- Zuil (1968) - une ligne d'image qui peut être contrôlée par le son[7],[8], collection Stedelijk Museum à Amsterdam.